# Javier Parraguez
Javier Andrés Parraguez Herrera (Santiago de Chile, 31 de diciembre de 1989) es un futbolista profesional chileno que se desempeña como centrodelantero y actualmente milita en Deportes Iquique de la Primera División de Chile. 

## Trayectoria
A los diecisiete años llegó a las divisiones inferiores de Santiago Morning donde pasó al primer equipo siendo apadrinado por Esteban Paredes. Sin embargo, no llegó a debutar por el cuadro microbusero.
En busca de continuidad partió a Deportes Linares de la Tercera División A de Chile, siendo fundamental en esa escuadra de la cuarta categoría del balompié chileno, para luego, en 2010, emigrar al recién descendido Deportes Melipilla donde fue el goleador del equipo con 15 goles en 27 partidos disputados, quedando segundo dentro de los goleadores de la división, actuación que lo llevaría a fichar por Everton de Viña del Mar de la Primera B para la temporada 2011.
Con Everton no tuvo regularidad por lo que, para la siguiente temporada, fichó por Magallanes donde si bien sumó minutos no pudo consolidarse.
Tras su paso por la Primera B, defendió los colores de Deportes Linares y Provincial Talagante.
Su nueva gran oportunidad se dio cuando en 2014 fichó por Deportes Puerto Montt donde retomaría la senda goleadora siendo el máximo artillero del equipo, ayudando a que lograrán el ascenso a la Primera B quedando como uno de los ídolos del club. Esta gran campaña haría que llegara a Huachipato de la Primera División.
Por Huachipato logró debutar en la división de honor del fútbol chileno y también a nivel internacional jugando la Copa Sudamericana 2015. Sin embargo, no repitió el rendimiento alcanzado en su anterior club por lo cual, finalizada la temporada, fue enviado a préstamo a Santiago Wanderers donde se convirtió en el goleador del equipo durante el Apertura 2016 con 6 goles en 15 partidos.
Retornó a Huachipato para disputar el Transición 2017, certamen donde sólo disputó dos encuentros. Su destape se produjo durante el Campeonato Nacional Scotiabank 2018, siendo protagonista del torneo al anotar 11 goles, formando una gran dupla de ataque junto a Gabriel Torres.
Estas actuaciones despertaron el interés de los clubes más importantes del país por contar con sus servicios. Finalmente, se hizo oficial su incorporación a Colo-Colo, reforzando al conjunto albo de cara a la Copa Sudamericana 2019.
Su debut en el cuadro de Macul se produjo el 17 de febrero, ingresando a los 87' de juego en reemplazo de Andrés Vilches en compromiso válido por la primera fecha del torneo de Primera División 2019 donde Colo-Colo se impuso por 3 a 1 en condición de visita ante Unión Española.

## Estadísticas

### Clubes
Actualizado al último partido disputado el 22 de octubre de 2022.
| Club                          | Div.          | Temporada     | Liga  | Liga  | Regional | Regional | Copas nacionales | Copas nacionales | Torneos internacionales | Torneos internacionales | Total | Total |
| Club                          | Div.          | Temporada     | Part. | Goles | Part.    | Goles    | Part.            | Goles            | Part.                   | Goles                   | Part. | Goles |
| ----------------------------- | ------------- | ------------- | ----- | ----- | -------- | -------- | ---------------- | ---------------- | ----------------------- | ----------------------- | ----- | ----- |
| Deportes Melipilla · Chile    | 4.ª           | 2010          | 27    | 15    | —        | —        | 2                | 0                | —                       | —                       | 29    | 15    |
| Deportes Melipilla · Chile    | Total club    | Total club    | 27    | 15    | 0        | 0        | 2                | 0                | 0                       | 0                       | 29    | 15    |
| Everton · Chile               | 2.ª           | 2011          | 8     | 0     | —        | —        | 1                | 0                | —                       | —                       | 9     | 0     |
| Everton · Chile               | Total club    | Total club    | 8     | 0     | 0        | 0        | 1                | 0                | 0                       | 0                       | 9     | 0     |
| Magallanes · Chile            | 2.ª           | 2012          | 21    | 1     | —        | —        | 1                | 0                | —                       | —                       | 22    | 1     |
| Magallanes · Chile            | Total club    | Total club    | 21    | 1     | 0        | 0        | 1                | 0                | 0                       | 0                       | 22    | 1     |
| Deportes Linares · Chile      | 3.ª           | 2013-14       | 21    | 9     | —        | —        | —                | —                | —                       | —                       | 21    | 9     |
| Deportes Linares · Chile      | Total club    | Total club    | 21    | 9     | 0        | 0        | 0                | 0                | 0                       | 0                       | 21    | 9     |
| Deportes Puerto Montt · Chile | 3.ª           | 2014-15       | 32    | 20    | —        | —        | —                | —                | —                       | —                       | 32    | 20    |
| Deportes Puerto Montt · Chile | 2.ª           | 2015-16       | —     | —     | —        | —        | 3                | 1                | —                       | —                       | 3     | 1     |
| Deportes Puerto Montt · Chile | Total club    | Total club    | 32    | 20    | 0        | 0        | 3                | 1                | 0                       | 0                       | 35    | 21    |
| Huachipato · Chile            | 1.ª           | 2015-16       | 28    | 3     | —        | —        | —                | —                | 2                       | 0                       | 30    | 3     |
| Santiago Wanderers · Chile    | 1.ª           | 2016-17       | 30    | 10    | —        | —        | 2                | 0                | —                       | —                       | 32    | 10    |
| Santiago Wanderers · Chile    | Total club    | Total club    | 30    | 10    | 0        | 0        | 2                | 0                | 0                       | 0                       | 32    | 10    |
| Huachipato · Chile            | 1.ª           | 2017          | 2     | 0     | —        | —        | 2                | 1                | —                       | —                       | 4     | 1     |
| Huachipato · Chile            | 1.ª           | 2018          | 23    | 11    | —        | —        | 5                | 4                | —                       | —                       | 28    | 15    |
| Huachipato · Chile            | Total club    | Total club    | 53    | 14    | 0        | 0        | 7                | 5                | 2                       | 0                       | 62    | 19    |
| Colo-Colo · Chile             | 1.ª           | 2019          | 17    | 3     | —        | —        | 7                | 5                | 2                       | 0                       | 26    | 8     |
| Colo-Colo · Chile             | 1.ª           | 2020          | 24    | 2     | —        | —        | —                | —                | 6                       | 0                       | 30    | 2     |
| Colo-Colo · Chile             | 1.ª           | 2021          | 13    | 4     | —        | —        | 2                | 0                | —                       | —                       | 15    | 4     |
| Colo-Colo · Chile             | Total club    | Total club    | 54    | 9     | 0        | 0        | 9                | 5                | 8                       | 0                       | 71    | 14    |
| Sport Recife · Brasil         | 2.ª           | 2022          | 21    | 1     | 14       | 7        | 1                | 0                | —                       | —                       | 35    | 8     |
| Sport Recife · Brasil         | Total club    | Total club    | 4     | 1     | 14       | 7        | 1                | 0                | 0                       | 0                       | 35    | 8     |
| Coquimbo Unido · Chile        | 1.ª           | 2023          | 5     | 1     | —        | —        | 0                | 0                | —                       | —                       | 5     | 3     |
| Coquimbo Unido · Chile        | Total club    | Total club    | 5     | 1     | 0        | 0        | 0                | 0                | 0                       | 0                       | 5     | 3     |
| Total carrera                 | Total carrera | Total carrera | 272   | 80    | 14       | 7        | 26               | 11               | 10                      | 0                       | 322   | 100   |
| 1. 2. 3. 4.                   |               |               |       |       |          |          |                  |                  |                         |                         |       |       |

### Resumen estadístico
| Competición           | Partidos | Goles | Promedio |
| --------------------- | -------- | ----- | -------- |
| Primera división      | 152      | 37    | 0.24     |
| Segunda división      | 29       | 1     | 0.03     |
| Tercera división      | 53       | 29    | 0.55     |
| Cuarta división       | 27       | 15    | 0.56     |
| Copas nacionales      | 26       | 11    | 0.42     |
| Copas regionales      | 11       | 7     | 0.64     |
| Copas internacionales | 10       | 0     | 0.00     |
| Total                 | 322      | 98    | 0.33     |

### Tripletes
| Partidos en los que anotó tres o más goles | Partidos en los que anotó tres o más goles | Partidos en los que anotó tres o más goles | Partidos en los que anotó tres o más goles | Partidos en los que anotó tres o más goles | Partidos en los que anotó tres o más goles | Partidos en los que anotó tres o más goles |
| N.º                                        | Fecha                                      | Estadio                                    | Partido                                    | Goles                                      | Resultado                                  | Competición                                |
| ------------------------------------------ | ------------------------------------------ | ------------------------------------------ | ------------------------------------------ | ------------------------------------------ | ------------------------------------------ | ------------------------------------------ |
| 1                                          | 16 de marzo de 2022                        | Itaipava Arena Pernambuco, Recife          | Íbis Sport Club - Sport Recife             |                                            | 0 - 4                                      | Campeonato Pernambucano 2022               |

## Palmarés

### Títulos nacionales
| Título           | Equipo                | País  | Año     |
| ---------------- | --------------------- | ----- | ------- |
| Segunda División | Deportes Puerto Montt | Chile | 2014-15 |
| Copa Chile       | Colo-Colo             | Chile | 2019    |
| Copa Chile       | Colo-Colo             | Chile | 2021    |

### Distinciones individuales
| Distinción                         | Año  |
| ---------------------------------- | ---- |
| Goleador de la Copa Chile MTS 2019 | 2019 |